# Der var engang en gammel mand og en gammel kone
Der var engang en gammel mand og en gammel kone (russisk: Жили-были старик со старухой) er en sovjetisk spillefilm fra 1965 af Grigorij Tjukhraj.

## Medvirkende
- Ivan Marin som Gusakov
- Vera Kuznetsova som Gusakova
- Ljudmila Maksakova som Nina
- Georgij Martynjuk som Valentin
- Galina Polskikh som Galja